# Borjava, Bereg
Borjava (în ucraineană Боржава) este o comună în raionul Bereg, regiunea Transcarpatia, Ucraina, formată numai din satul de reședință.

## Demografie
Componența lingvistică a comunei Borjava
     Maghiară (95,07%)
     Ucraineană (4,59%)
     Alte limbi (0,34%)
Conform recensământului din 2001, majoritatea populației comunei Borjava era vorbitoare de maghiară (95,07%), existând în minoritate și vorbitori de ucraineană (4,59%).